# Zacatianguis
Zacatianguis es una pequeña localidad rural de 229 habitantes localizada en el Municipio de Platón Sánchez, en el extremo noroeste del estado mexicano de Veracruz. 